# Чоловіча збірна України з футболу серед людей з ампутацією
Чоловіча збірна України з футболу серед людей з ампутацією — чоловіча футбольна збірна, яка представляє Україну на міжнародних змаганнях з футболу серед людей з ампутаціями. У гандикапі збірної друге місце на чемпіонаті світу 2003 року у Ташкенті (Узбекистан) та два третіх місця (2000 та 2004). А також третє місце на Чемпіонаті Європи у 1999 році у Києві.

## Історія

### Чемпіонат Європи 1999
1-й відкритий чемпіонат Європи 1999 вібувся у жовтні 1999 року у Києві. Збірна України зіграла три матчі у груповому раунді зі збірними Узбекистану (2:2), США (13:0) та Англії (5:1). У півфіналі програли збірні Бразилії з рахунком 0:3. У матчі за третє місце повторно переграли Англію — 2:1. Голи за Україну забили Богатирьов та Єсипчук.
| М  | Команда    | І | В | Н | П | МЗ | МП | РМ  | О |
| -- | ---------- | - | - | - | - | -- | -- | --- | - |
| 1. | Україна    | 3 | 2 | 1 | 0 | 20 | 3  | +17 | 7 |
| 2. | Узбекистан | 3 | 2 | 1 | 0 | 19 | 3  | +16 | 7 |
| 3. | Англія     | 3 | 1 | 0 | 2 | 7  | 7  | 0   | 3 |
| 4. | США        | 3 | 0 | 0 | 3 | 1  | 34 | −33 | 0 |

Склад: Микола Мугіль (Шепетівка), Олександр Качан, Микола Притиченко, Дмитро Єсипчук, Микола Мартиненко, Юрій Прохоренко, Сергій Алпатов, Андрій Прищепа, Олександр Сицко (усі — Київ), Євген Богатирьов, Володимир Заєць (обидва — Луганськ), Володимир Токар (Одеська обл.). Тренери: Михайло Лабузов і В'ячеслав Мизюк.

### Чемпіонат світу 2000
Чемпіонат світу 2000 року відбувся з 13 по 17 листопада у Сіетлі (США). У групових матчах збірна Україні провела 5 поєдинків зі збірнимми США (11:0), Англії (0:0), Росії (1:6), Бразилії (1:1) та Узбекистану (2:1). Матч України з Узбекистаном визнано, як матч за 3 місце.
| М  | Команда    | І | В | Н | П | МЗ | МП | РМ  | О  |
| -- | ---------- | - | - | - | - | -- | -- | --- | -- |
| 1. | Росія      | 5 | 5 | 0 | 0 | 33 | 6  | +27 | 15 |
| 2. | Бразилія   | 5 | 3 | 1 | 1 | 18 | 6  | +12 | 10 |
| 3. | Україна    | 5 | 2 | 2 | 1 | 15 | 8  | +7  | 8  |
| 4. | Узбекистан | 5 | 2 | 0 | 3 | 16 | 11 | +5  | 6  |
| 5. | Англія     | 5 | 1 | 1 | 3 | 6  | 7  | −1  | 4  |
| 6. | США        | 5 | 0 | 0 | 5 | 1  | 51 | −50 | 0  |

Склад: Євген Богатирьов, Володимир Заєць (обидва — Луганськ), Дмитро Єсипчук, Віктор Колісніченко, Юрій Прохоренко, Олександр Сицко, Юрій Шуруля (усі — Київ), Володимир Токар (Луганськ). Тренер — Михайло Лабузов.

### Чемпіонат світу 2001
Чемпіонат світу 2001 року відбувся з 6 по 10 листопада у Ріо-де-Жанейро (Бразилія). У групових матчах збірна Україні провела 5 поєдинків зі збірнимми Аргентини (2:1), США (11:0), Росії (1:2), Англії (0:0) та Бразилії (2:5). Піфнал збірна України зіграла з Росією. Основний час закінчився нічиєю 2:2. По пенальті перемогу здобули росіяни 2:4. У матчі за 3-є місце українці поступились Англії 1:2 і посіли 4-е місце.
| М  | Команда   | І | В | Н | П | МЗ | МП | РМ  | О  |
| -- | --------- | - | - | - | - | -- | -- | --- | -- |
| 1. | Бразилія  | 5 | 5 | 0 | 0 | 30 | 2  | +28 | 15 |
| 2. | Росія     | 5 | 4 | 0 | 1 | 9  | 4  | +5  | 12 |
| 3. | Україна   | 5 | 2 | 1 | 2 | 16 | 8  | +8  | 7  |
| 4. | Англія    | 5 | 1 | 2 | 2 | 17 | 6  | +11 | 5  |
| 5. | Аргентина | 5 | 1 | 1 | 3 | 12 | 13 | −1  | 4  |
| 6. | США       | 5 | 0 | 0 | 5 | 0  | 51 | −51 | 0  |

## Результати

### Чемпіонати світу/Всесвітні ігри
| Рік  | Місце          | Позиція |
| ---- | -------------- | ------- |
| 2000 | Сіетл          | 2       |
| 2001 | Ріо-де-Жанейро | 4       |
| 2002 | Сочі           |         |
| 2003 | Ташкент        | 2       |
| 2004 | Афіни          | 3       |
| 2005 | Нітерой        | 4       |
| 2007 | Анталія        | 7       |
| 2010 | Креспо         | 8       |
| 2012 | Калінінград    | 8       |
| 2014 | Кульякан       | 17      |
| 2018 | Гвадалахара    | 22      |

### Чемпіонати Європи
| Рік  | Місце     | Позиція         |
| ---- | --------- | --------------- |
| 1999 | Київ      | 3               |
| 2006 | Волжський | 4               |
| 2008 | Анталія   | 4               |
| 2017 | Стамбул   | не брала участі |

### Amp futbol cup
| Рік  | Місце   | Позиція |
| ---- | ------- | ------- |
| 2012 | Варшава | 2       |
| 2013 | Варшава | 2       |
| 2014 | Варшава | 4       |
| 2015 | Варшава | 3       |
| 2018 | Варшава | 4       |